# 鋳造

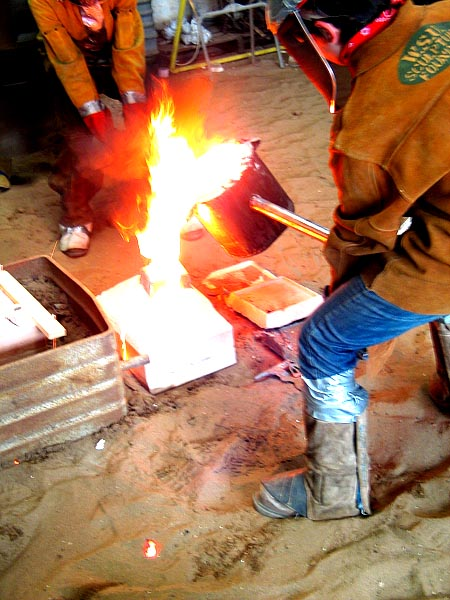
鋳造の様子

鋳造（ちゅうぞう、英: casting）とは、金属加工法の一種。高温で溶融した液体の金属を、砂、耐火物、金属などで作られた型に流し込み、凝固させて目的の形状を得る加工法である。鋳造に使用する型を鋳型（いがた）、鋳造して作った製品を鋳物（いもの）という。ただし英語のcastingでは鋳造と鋳物の双方を指す。
鋳造に対し、金属をハンマーなどで叩いて変形させる加工方法を鍛造（特に工芸では鍛金）と呼び、いずれも人類の歴史の中で古くから利用されてきたものである。

## 概要

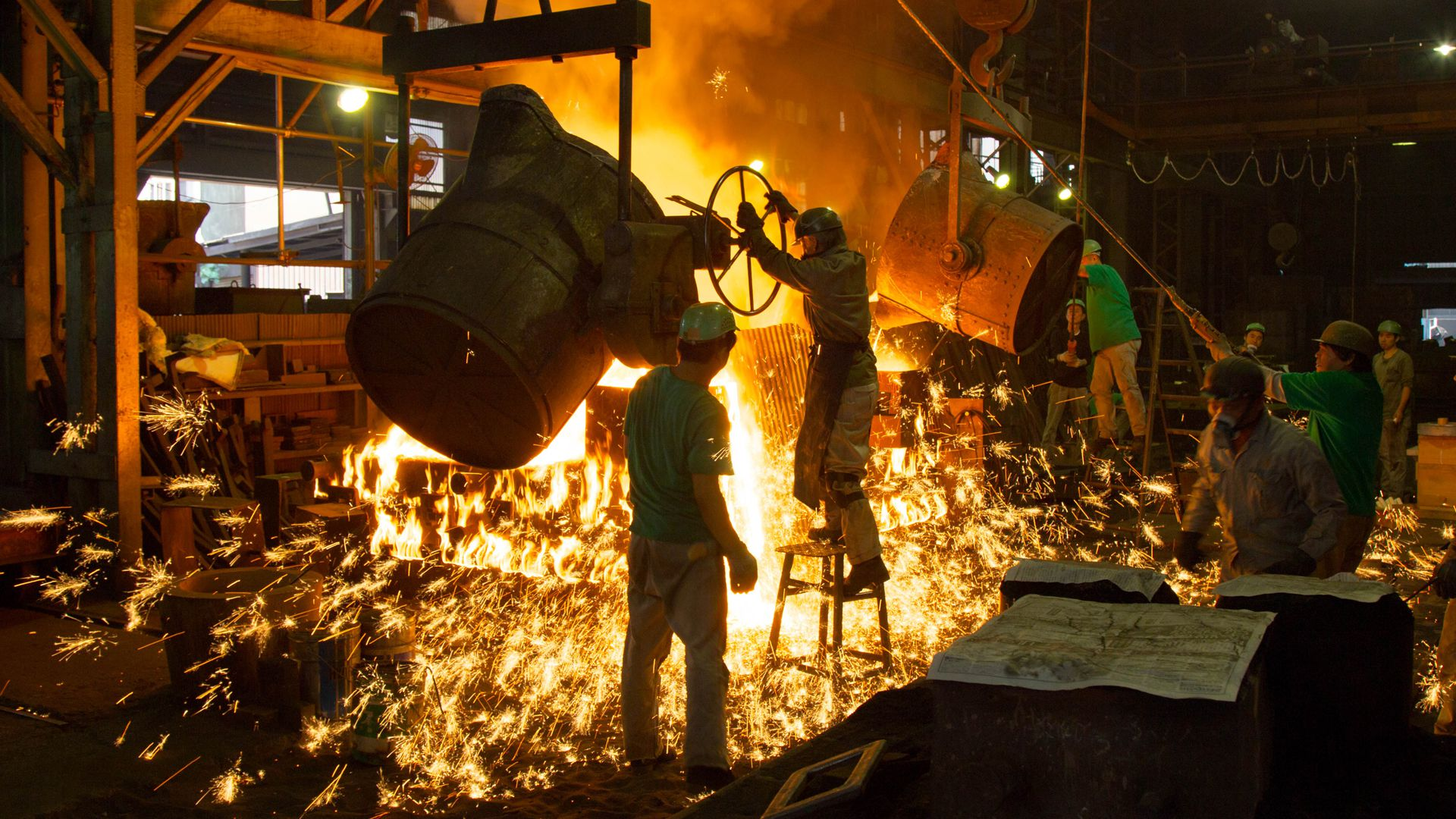
日本の鋳造工場

鋳物は、材質によって銅鋳物、銑鉄鋳物、ステンレス鋳鋼、アルミニウム鋳物、マグネシウム鋳物、亜鉛鋳物などに分けられる。歴史的には、銅合金から鋳鉄、鋼（鋳鋼）に変遷し、さらにアルミニウムやマグネシウムの鋳物が登場した。
鋳型造型技術には古代には石型や粘土型が用いられた。その方法には原型なしに直接鋳型を造る惣型法と、木、土、金属、石膏、漆喰、蝋などで原型を製作してそれをもとに鋳型を造る原型法がある。
木で模型を作り、それをもとに砂で鋳型を造る方法は、18世紀以降のヨーロッパで鉄の溶解技術が進歩するのとともに発達し完成された。
複雑な形状の鋳物を製造する場合には、模型の分割、中子、幅木などが必要となる。中子は鋳物に中空部を作るための部品である。
砂型で鋳物を製造する場合、まず鋳物の外形を形作る外形模型を製作し、これを枠に入れて砂を詰めて砂型を製作する。さらに中空にするための中子を製作し、鋳型に溶融金属（鋳造では湯あるいは溶湯という）を入れるための湯口やガス抜きの孔を設ける。このほかに押湯と呼ばれる部分が設けられ、これは金属の凝固時に5パーセント程度収縮するが、この収縮分が鋳物の内部に入り込まないようにするためのものである。

## 歴史

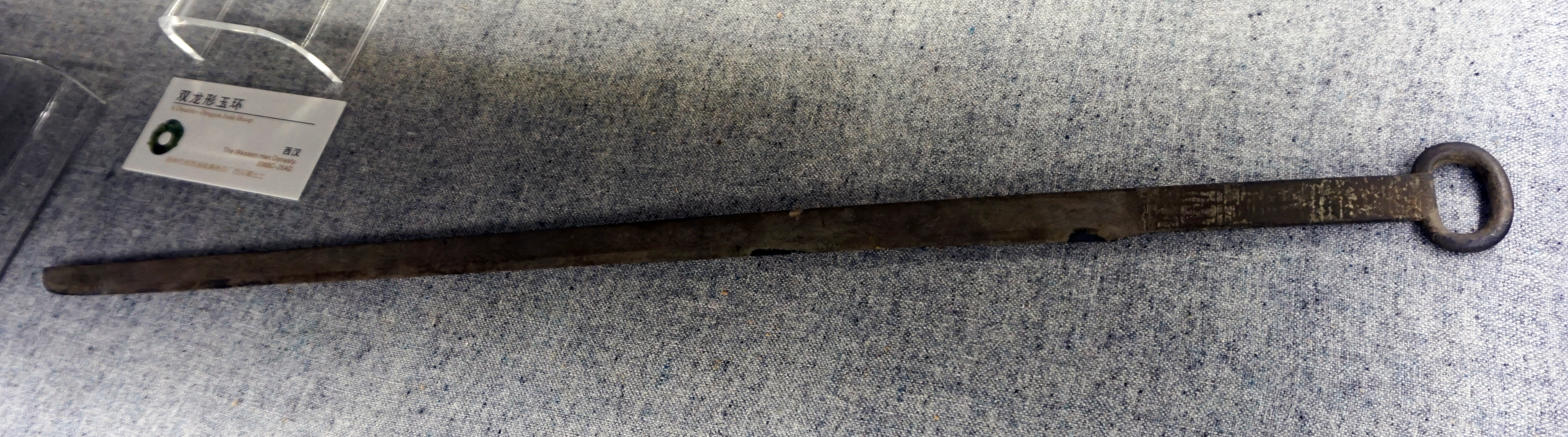
鋳造によって作られた古代中国の鉄刀（環首刀）

鋳造は紀元前3600年頃にメソポタミアで青銅を利用して始まったとされる。さらにふいごの発明でより高い温度を得られるようになり青銅器時代は全盛となった。
鉄の鋳造技術は紀元前7世紀頃に中国で発明された。しかし、古代の鋳鉄は黒鉛をほとんど含まない硬くて脆い材料で加工が困難であった。紀元前470年頃にはそれを約900℃から1000℃の酸化鉄内で3日間加熱して可鍛鋳鉄にする熱処理の技術が用いられていたという研究もある。
ヨーロッパでは、18世紀まで鋳鉄は硬くて脆いものとされていたため鍛造した鉄が重宝されていた。その後、1735年にエイブラハム・ダービー2世が高炉での鋳鉄の製造に成功し、シリコン含有量の高い加工可能な鋳鉄を製造できるようになったことで、蒸気機関などの製造が可能となり産業革命が起こるに至った。

## 改鋳
金属製品は長期の使用や保存に耐えうる性質に優れるが、それでも劣化により用をなさなくなったときは、既存の鋳物を原料に再び鋳造して製品とすることがよく行われる。これを改鋳、吹替えと呼ぶ。

## 鋳造法の種類

### 鋳型による分類
鋳型による分類では、砂型鋳造法、金型鋳造法、特殊鋳造法（精密鋳造法）などに分けられる。
- 砂型鋳造法（英語版）
  - 生（砂）型鋳造法（手込造型、および機械造型）
  - 乾燥型鋳造法
  - 自硬性鋳型鋳造法
  - 熱硬化型鋳型鋳造法（シェルモールド法）
  - ガス硬化型鋳造法
  - 消失模型鋳造法（英語版）またはフルモールド法（英語版）
  - Vプロセス鋳造法（減圧造型鋳造法）
  - 凍結鋳型鋳造法
- 精密鋳造法
  - シェルモールド鋳造法
  - インベストメント鋳造法（ロストワックス鋳造法）
  - ショープロセス
  - Hプロセス鋳造法
  - 石膏鋳造法（英語版）
- 金型鋳造法
  - ダイカスト法
  - 重力鋳造法
  - 低圧鋳造法
  - 高圧鋳造法

### 加圧適用による分類
鋳型による分類とは別に加圧適用による分類がある。
- 低圧鋳造法、差圧鋳造法
- 重力鋳造法
- ダイカスト法
- 高圧鋳造法
- 半溶融・半凝固鋳造法

### その他の分類
- 遠心鋳造法
- 連続鋳造法

## 教育・資格

### 日本
日本では鋳造技能士が存在する。

### フランス
フランスでは以下の国家資格が存在する。
- 資格レベル5  - CQP Agent de préfabrication en démoulage différé de l'Industrie du béton
- 資格レベル4 - TP Technicien (ne) supérieur (e) en conception industrielle, option outillages de moulage
- 資格レベル3 - 職業学士（Licence Professionnelle） Production industrielle, Spécialité DAO/CAO/FAO, moulage des matériaux (plastiques, alliages légers, verre, terre cuite)

## 硬貨の「鋳造」と「改鋳」

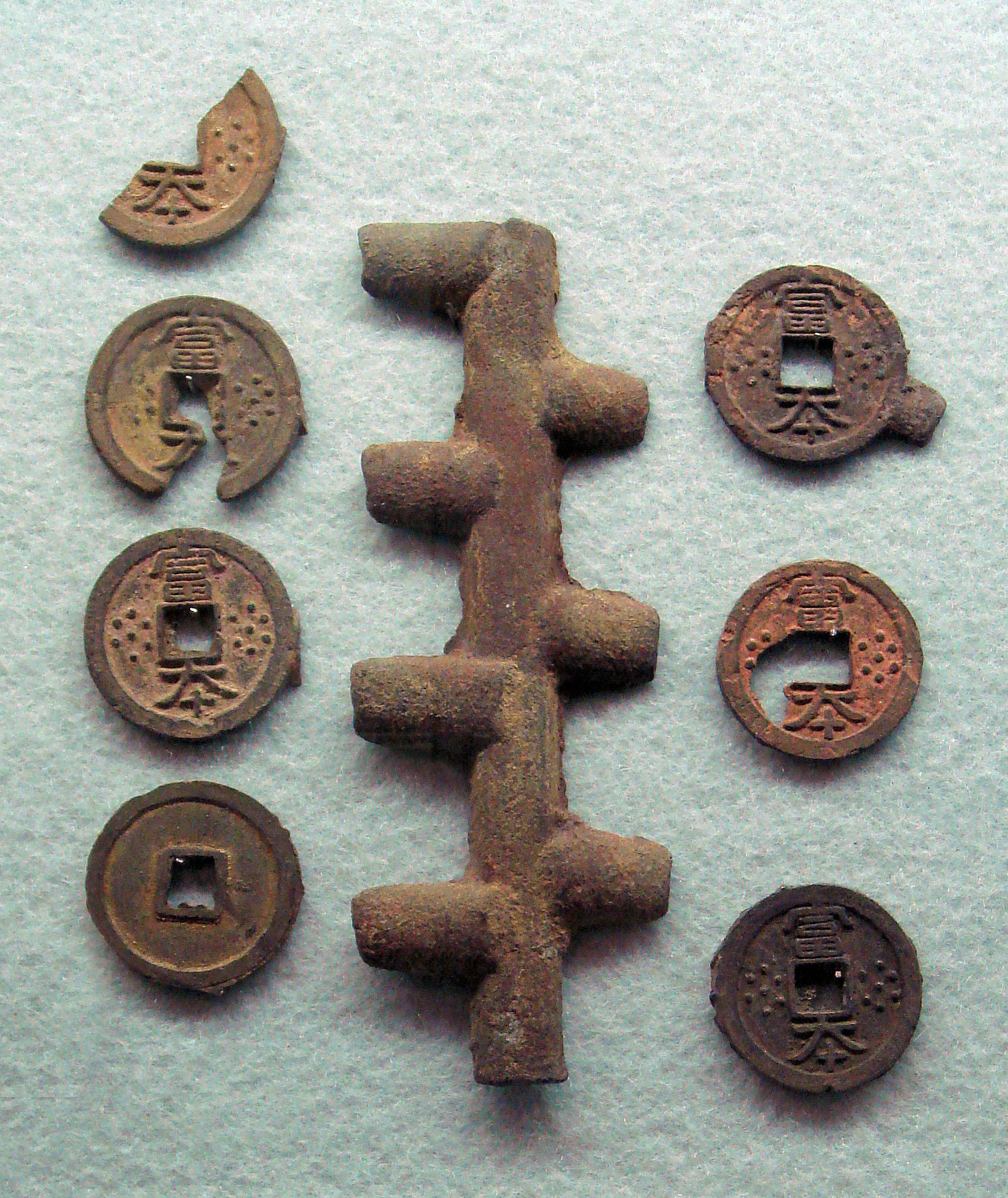
富本銭と鋳棹（複製品、貨幣博物館）

硬貨の製造も「鋳造」(英: minting) と表現するが、これは砂金や地金を重量によって取引する秤量貨幣に対する、額面保証の刻印を有する鋳造貨幣の製造を指す。鋳貨は古くは実際に鋳物として製造されたが、現代の硬貨では鋳造は原料インゴットの製作工程に留まり、圧延・円形打ち抜き・図像のプレス加工によって成形される。
硬貨の品位・量目の変更も、鋳物の作り直しと同様に「改鋳」(英: remint) と呼ばれる。